# Pattinaggio di velocità ai VII Giochi olimpici invernali - 10000 m maschile
La competizione dei 10000 m maschili di pattinaggio di velocità dei VII Giochi olimpici invernali si è svolta il giorno 31 gennaio 1956 sulla Pista di Misurina a Auronzo di Cadore. 

## Risultati
| Pos.    | Atleta               | Nazione                   | Tempi parziali | Tempi parziali | Tempi parziali | Tempi parziali | Tempi parziali | Tempi parziali | Tempi parziali | Tempo Finale |
| Pos.    | Atleta               | Nazione                   | 1600 m         | 2800 m         | 4000 m         | 5200 m         | 6400 m         | 7600 m         | 8800 m         | Tempo Finale |
| ------- | -------------------- | ------------------------- | -------------- | -------------- | -------------- | -------------- | -------------- | -------------- | -------------- | ------------ |
| Oro     | Sigvard Ericsson     | Svezia                    | 2'38"8         | 4'37"6         | 6'38"3         | 8'38"3         | 10'38"5        | 12'37"4        | 14'36"2        | 16'35"9      |
| Argento | Knut Johannesen      | Norvegia                  | 2'39"6         | 4'39"1         | 6'39"4         | 8'39"8         | 10'40"2        | 12'40"8        | 14'39"7        | 16'36"9      |
| Bronzo  | Oleg Gončarenko      | Unione Sovietica          | 2'42"6         | 4'41"6         | 6'40"3         | 8'39"2         | 10'38"1        | 12'37"2        | 14'38"2        | 16'42"3      |
| 4       | Sverre Haugli        | Norvegia                  | 2'36"0         | 4'32"9         | 6'31"5         | 8'32"9         | 10'33"9        | 12'36"9        | 14'43"3        | 16'48"7      |
| 5       | Kees Broekman        | Paesi Bassi               | 2'41"5         | 4'43"3         | 6'44"8         | 8'46"8         | 10'47"4        | 12'47"9        | 14'50"3        | 16'51"2      |
| 6       | Hjalmar Andersen     | Norvegia                  | 2'38"6         | 4'36"2         | 6'35"1         | 8'35"9         | 10'37"5        | 12'41"0        | 14'45"5        | 16'52"6      |
| 7       | Boris Yakimov        | Unione Sovietica          | 2'42"8         | 4'42"8         | 6'44"4         | 8'45"6         | 10'46"9        | 12'49"3        | 14'52"8        | 16'59"7      |
| 8       | Olle Dahlberg        | Svezia                    | 2'39"3         | 4'37"3         | 6'38"1         | 8'39"7         | 10'43"0        | 12'48"2        | 14'55"1        | 17'01"3      |
| 9       | Boris Tsybin         | Unione Sovietica          | 2'41"3         | 4'42"7         | 6'45"4         | 8'47"9         | 10'51"1        | 12'56"3        | 15'02"0        | 17'03"4      |
| 10      | Helmut Kuhnert       | Squadra Unificata Tedesca | 2'43"3         | 4'41"3         | 6'43"6         | 8'47"0         | 10'52"0        | 12'57"2        | 15'02"4        | 17'04"6      |
| 11      | Johnny Cronshey      | Gran Bretagna             | 2'44"7         | 4'46"8         | 6'49"0         | 8'52"8         | 10'55"3        | 12'58"7        | 15'04"4        | 17'05"6      |
| 12      | Juhani Järvinen      | Finlandia                 | 2'43"3         | 4'44"5         | 6'46"4         | 8'48"9         | 10'53"2        | 12'57"4        | 15'02"4        | 17'05"9      |
| 13      | Sven Andersson       | Svezia                    | 2'44"9         | 4'45"7         | 6'48"8         | 8'52"8         | 10'56"7        | 13'00"9        | 15'06"5        | 17'13"5      |
| 14      | Vladimír Kolář       | Cecoslovacchia            | 2'43"5         | 4'47"4         | 6'50"1         | 8'55"1         | 11'00"6        | 13'06"9        | 15'12"8        | 17'16"9      |
| 15      | Gunnar Ström         | Svezia                    | 2'42"3         | 4'42"7         | 6'45"8         | 8'49"8         | 10'55"6        | 13'02"8        | 15'09"8        | 17'17"0      |
| 16      | Vladimir Shilykovsky | Unione Sovietica          | 2'44"6         | 4'45"8         | 6'48"7         | 8'52"7         | 10'56"8        | 13'00"9        | 15'07"4        | 17'17"6      |
| 17      | Kauko Salomaa        | Finlandia                 | 2'44"4         | 4'46"5         | 6'50"3         | 8'54"5         | 11'00"4        | 13'05"6        | 15'12"3        | 17'19"0      |
| 18      | Wim de Graaff        | Paesi Bassi               | 2'43"9         | 4'45"9         | 6'49"9         | 8'56"1         | 11'01"9        | 13'09"6        | 15'17"0        | 17'21"6      |
| 19      | Knut Tangen          | Norvegia                  | 2'43"5         | 4'45"1         | 6'49"3         | 8'54"3         | 11'00"5        | 13'06"0        | 15'13"9        | 17'22"3      |
| 20      | John Hearn           | Gran Bretagna             | 2'44"4         | 4'50"2         | 6'57"1         | 9'04"0         | 11'09"8        | 13'16"1        | 15'23"3        | 17'27"6      |
| 21      | Hans Keller          | Squadra Unificata Tedesca | 2'44"9         | 4'50"2         | 6'57"1         | 9'04"8         | 11'11"6        | 13'18"1        | 15'24"5        | 17'27"7      |
| 22      | Taketsugu Asazaka    | Giappone                  | 2'45"5         | 4'48"3         | 6'51"8         | 8'57"2         | 11'03"9        | 13'12"9        | 15'23"1        | 17'35"3      |
| 23      | Yoshiyasu Gomi       | Giappone                  | 2'40"5         | 4'42"2         | 6'45"0         | 8'57"5         | 11'06"5        | 13'16"9        | 15'27"7        | 17'35"9      |
| 24      | Toivo Salonen        | Finlandia                 | 2'44"3         | 4'48"5         | 6'54"1         | 9'00"8         | 11'11"3        | 13'21"8        | 15'31"8        | 17'37"6      |
| 25      | Egbert van't Oever   | Paesi Bassi               | 2'40"8         | 4'42"6         | 6'48"1         | 8'55"1         | 11'03"7        | 13'15"0        | 15'26"0        | 17'37"7      |
| 26      | Bohumil Jauris       | Cecoslovacchia            | 2'44"3         | 4'47"2         | 6'53"5         | 9'02"3         | 11'10"1        | 13'19"9        | 15'29"5        | 17'38"4      |
| 27      | Colin Hickey         | Australia                 | 2'41"5         | 4'48"5         | 6'55"5         | 9'02"5         | 11'08"8        | 13'19"1        | 15'31"4        | 17'45"6      |
| 27      | Patrick McNamara     | Stati Uniti               | 2'51"0         | 4'56"3         | 7'03"0         | 9'10"4         | 11'16"8        | 13'24"1        | 15'33"2        | 17'45"6      |
| 29      | Arthur Mannsbarth    | Austria                   | 2'44"8         | 4'49"6         | 6'57"7         | 9'07"9         | 11'18"9        | 13'29"7        | 15'40"2        | 17'47"8      |
| 30      | Kim Jong-Sun         | Corea del Sud             | 2'44"8         | 4'47"6         | 6'54"0         | 9'03"2         | 11'13"4        | 13'25"6        | 15'39"4        | 17'52"6      |
| 31      | Ralf Olin            | Canada                    | 2'45"4         | 4'52"3         | 7'02"2         | 9'13"0         | 11'23"7        | 13'36"4        | 15'48"1        | 17'59"2      |
| 32      | Carlo Calzà          | Italia                    | 2'52"2         | 5'04"6         | 7'18"2         | 9'34"6         | 11'48"4        | 14'03"6        | 16'19"0        | 18'32"8      |